# Валентність (мовознавство)
Вале́нтність (від лат. valentia - сила) — здатність слова визначати кількість і якість залежних від нього словоформ, зумовлена його семантичними і граматичними властивостями. Так, властивості дієслова «керувати» передбачають його поєднання з іменними формами називного й орудного відмінка у позиціях підмета і додатка.
Дієслова, здатні визначати залежні від них словоформи, називаються валентними, а дієслова без такої здатності — невалентними. Словоформи — поширювачі валентних дієслів мають статус необхідних; вони можуть бути обов'язковими або потенційними (нереалізованими). Конститутивні поширювачі валентних дієслів (їх можна назвати актантами) протиставляються факультативним, тобто таким, які не зумовлені валентністю дієслова.
Валентність відрізняється, з одного боку, від інтенції як поняття, співвіднесеного з рівнем семантики, а з другого — від керування (валентність, на відміну від керування, стосується не лише додатка, а й підмета, обставини). Розрізняють ліву і праву валентність. Ліва валентність пов'язується з підметом, вираженим іменником у формі називного відмінка або його субститутом, включаючи підрядне речення, права — з додатками й обставинами. Сукупність валентного дієслова, вжитого в певному значенні, утворює його валентну структуру. На валентній структурі дієслова ґрунтується валентна структура речення.